# VEN-анализ
VEN акроним (англ. Vital Essential Non-essential – жизненно важные, необходимые, второстепенные) — директивная сегментация «необходимости» ассортимента.
Иногда используют термин VED (последняя буква англ. Desirable – желательно).
Обычно применяется в медицине (аптеки) и производстве; часто применяется совместно с ABC-анализом. Позволяет определить приоритетные лекарственные препараты в соответствии с международной практикой их деления на три группы:
| жизненно важные (Vital)        | важные для спасения жизни (например, вакцины); имеющие опасный для жизни синдром отмены, постоянно необходимые для поддержания жизни (инсулины, стероиды, антибиотики и т. п.) |
| необходимые (Essential)        | эффективные при лечении менее опасных, но серьёзных заболеваний |
| второстепенные (Non-essential) | для лечения «легких» заболеваний; препараты с сомнительной эффективностью; дорогостоящие с симптоматическими показаниями                                                       |

По результатам проведённых ABC/VEN-анализов можно ответить на следующие вопросы:
- целесообразно ли тратятся финансовые средства на лекарства в конкретном ЛПУ (главным образом, какие препараты в группе А и В)?
- какие шаги необходимо предпринять, чтобы рационализировать лекарственные закупки?
- какие препараты в первую очередь следует рассмотреть на предмет включения (исключения) в формулярный перечень?
- соответствуют ли финансовые затраты данным анализа структуры заболеваемости?

Так же VEN-анализ применяется при классификации ресурсов и запчастей производства. Выделяют:
- критичные позиции — запчасть, без наличия которой остановится производство
- умеренно критичные позиции — запчасть, без которой можно какое-то время обойтись, производство продолжится, пусть и не на полную мощность
- не критичные позиции — запчасть, без наличия которой можно обойтись, дожидаясь их поставки по случаю необходимости.